# Тъжа
 Тази статия е за селото.  За хижата вижте Тъжа (хижа).  
Тъжа е село в Южна България. То се намира в община Павел баня, област Стара Загора. До 1950 година името на селото е Голямо село.

## География
В селото има гара по жп линията Карлово-Тулово, част от Подбалканската жп линия София-Карлово-Сливен-Бургас.

## История
При избухването на Балканската война двама души от селото – от семейства на преселници от Западна Тракия – са доброволци в Македоно-одринското опълчение.
През 40-те години на XX век в селото има влиятелна комунистическа група и то е сред опорните точки на местния Партизански отряд „Марко Чернев“, като 22 души или половината от състава му са родом от Тъжа.

## Забележителности
- Парк „Аязмото“. Представлява обособена зона за отдих, намираща се северно на около 2 км. от село Тъжа в подножието на м. Светица. Има останки от манастир и крепост от времето на Второто Българско царство, когато русалийския проход е бил връзката между Северна и Южна България. Има 6 – 7 извора, но единият е лековит и се намира в близост до стар манастир. Край целебния извор е изграден параклис. Малкият храм е посветен на Света Богородица, която се явила на местен жител. Той открил лековитата вода сред изобилието извори и направил чешма.
- Комплекс „Бащино огнище“. Построен през 80-те години комплексът в с. Тъжа обединява местното население в желанието им да запазят културните си ценности и традиции. В галерията има постоянна картинна изложба с произведения, дарени от местни творци. В комплекса се провеждат множество културни събития – срещи, представяния на книги, културни мероприятия и др. Комплексът в с. Тъжа е със запазен автентичен старинен вид.

## Редовни събития
Традиционният за района кукерски карнавал „Старчешка булка“ се провежда всяка година в деня на църковния празник Месни заговезни. Представя се обичая „открадване на булката“, която се превръща в главно действащо лице на кукерския празник.
Обичаят „Старчешка булка“ се изпълнява предимно от местни жители, самодейци на местното читалища, но в него могат да се включат и гости на празника. Всички участници са облечени в носии, като само кукерите в специални костюми. Те са специфични за всеки тъжански род. Основното е да са плашещи, за да прогонват злите духове. Маската представлява обработена овча кожа, на която предната част е зашита с късчета плат (виждат им се само очите). Надолу са облечени с бяла риза с къс ръкав и черен панталон. Върху ризата са слага отново овча кожа, направена като елек, а по краката – обработена козя кожа. Обути са с цървули. На кръста с колан са захванати тежки, големи и малки лопки, които всеки е наследил от дядо си, а той от своя дядо. Всички тези лопки са изработени преди много години от жители на селото, предимно за този празник.
Обичаят“Старчешка булка“ представлява традиционна българска сватба, на която булката винаги е маскиран мъж. Кукерите, наричани „старци“ правят няколко обиколки с цел прогонване на злите духове, и след това се събират в кръг, подскачайки. Младоженците, сватовете и гостите на сватбата се извеждат чрез кръшна ръченица под съпровода на два тъпана и гайда. След ръченицата всички се хващат на „булчинското хоро“, но тогава „Старците“ – кукерите „открадват“ булката. Всички започват да се вайкат, но сватовете започват „преговори“ със „старците“ и откупуват булката. Сватбата продължава, като този път кукерите също се хващат на хорото, като им се целува ръка, в знак на благодарност. Веселието продължава през целия ден, като на центъра се извива традиционното хора, на което се хващат всички гости, участници

## Други
Хижа „Тъжа“ се намира над град Априлци и на 25 километра от село Тъжа.

## Личности родени в с. Тъжа
Иван Несторов (актьор)